# Dadagavialis
Dadagavialis — вимерлий одновидовий рід гавіалід крокодилів, який мешкав у ранньому міоцені на території сучасної Панами. Він був описаний у 2018 році та був запропонований як член Gryposuchinae. Однак інші дослідження показали, що Gryposuchinae є парафілетичними і скоріше еволюційним ступенем до живого гаріалу, і тому Dadagavialis може бути просто класифікований як член Gavialidae.